# Cambroraster
Cambroraster is een monotypisch geslacht van uitgestorven hurdiide radiodonten, daterend uit het midden van het Cambrium, en vertegenwoordigd door de enige formeel beschreven soort Cambroraster falcatus. Honderden exemplaren zijn gevonden in de Burgess Shale en beschreven in 2019. Cambroraster was voor zijn tijdsperiode een groot dier, tot dertig centimeter lang (al is Titanokorys met vijftig centimeter nog langer), het werd gekenmerkt door een aanzienlijk vergroot hoefijzervormig rugschild (H-element) en voedde zich vermoedelijk door sediment te zeven met zijn goed ontwikkelde tandplaten (orale kegel) en korte frontale aanhangsels met haakvormige stekels. 

## Naamgeving
De typesoort is Cambroraster falcatus. De geslachtsnaam combineert een verwijzing naar het Cambrium met het Latijn raster, 'rakel', een verwijzing naar de voedingswijze. De soortaanduiding verwijst naar het fictieve ruimteschip de Millennium Falcon uit Star Wars, waarop zijn rugschild lijkt.
Het holotype is ROMIP 65078.

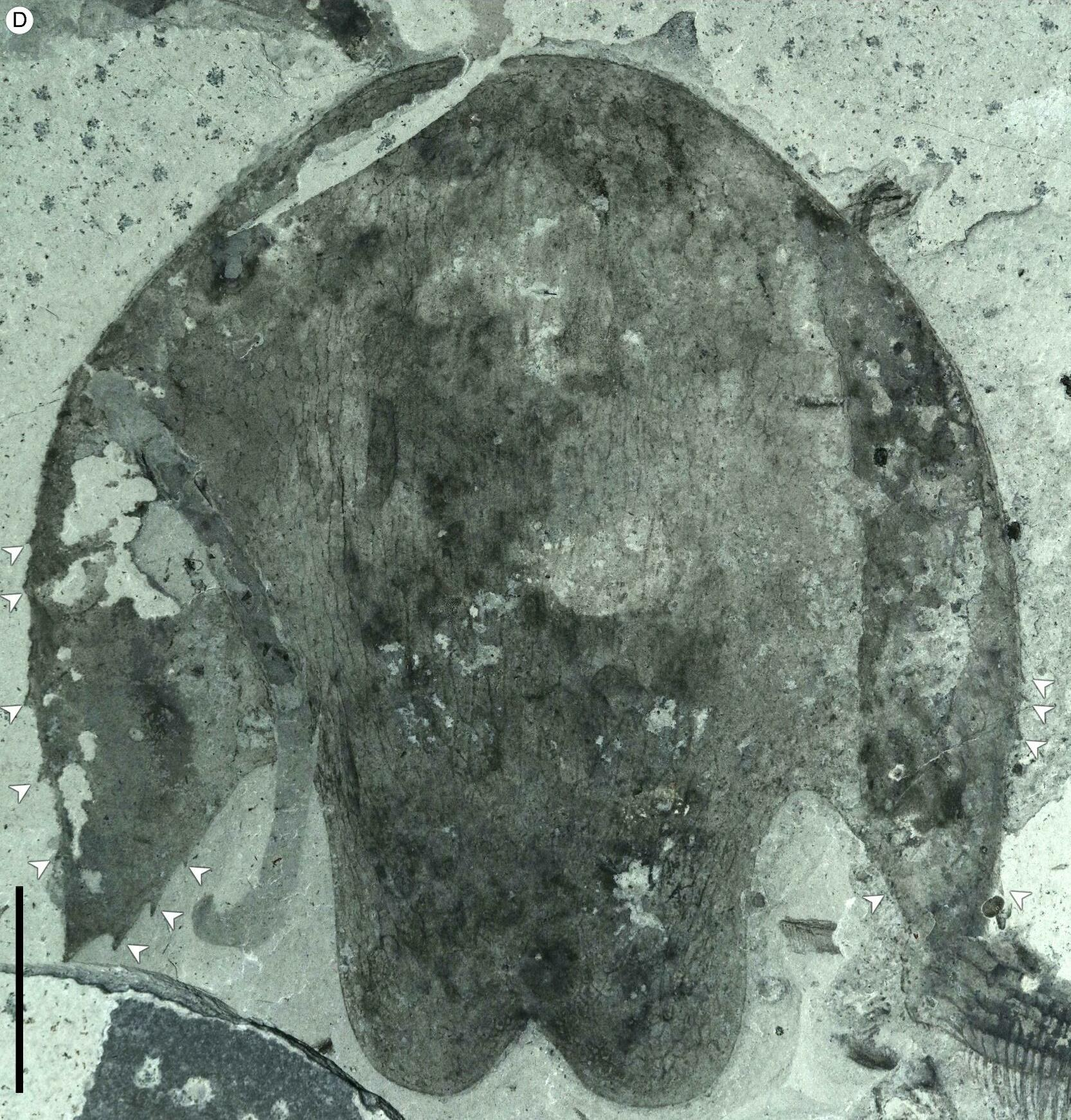
Het kopschild

Een tweede soort van Cambroraster is bekend uit de Chengjiang Biota van zuidelijk China, waarmee het de eerste onomstreden hurdiide uit het Cambrium van China is. Deze soort is alleen bekend van een juveniel rugschild, dus kreeg het geen specifieke naam maar werd aangeduid als een Cambroraster sp.

## Levenswijze
Hoewel oorspronkelijk werd gesuggereerd dat het zijn frontale aanhangsels had gebruikt om sediment voor prooien te zeven, suggereerde een latere studie door verschillende auteurs dat het in plaats daarvan mogelijk een filtervoeder was.